# ヴィリー・フリッチ
ヴィリー・フリッチ（Willy Fritsch、1901年1月27日 - 1973年7月13日）は、ドイツの俳優。

## 概要
第二次世界大戦前のドイツで無声映画時代から活躍した男優。妻で女優のリリアン・ハーヴェイとともに1930年代に最も人気を博した。1973年、ハンブルクの病院で心臓病のために死去。

## 出演作品
- 再び白いライラックが咲いたら
- 題名のない映画
- 荒天飛行
- 紅天夢
- 桃源境
- ワルツ合戦
- カイロの結婚
- 私は昼あなたは夜
- ブロンドの夢
- 女王様御命令
- 會議は踊る
- ガソリン・ボーイ三人組
- ハンガリアン狂想曲
- 月世界の女
- 悲歌
- スピオーネ
- ワルツの夢